# Labullula annulipes
Labullula annulipes Strand, 1913 è un ragno appartenente alla famiglia Linyphiidae.
È l'unica specie nota del genere Labullula.

## Distribuzione
La specie è stata rinvenuta in Africa subsahariana: Camerun, Africa centrale, Angola e isole Comore

## Tassonomia
Dal 1980 non sono stati esaminati altri esemplari, né sono state descritte sottospecie al 2012.

### Specie sinonime
- Labullula annulipes pallipes Locket, 1968, posta in sinonimia con Labullula annulipes Strand, 1913 a seguito di uno studio di Locket del 1980[2].
- Labullula demissa (Locket, 1968); esemplari trasferiti dal genere Meioneta Hull, 1920, e posti in sinonimia con L. annulipes Strand, 1913 a seguito di uno studio di Locket del 1980, dopo una precedente attestazione di validità dello stesso Locket del 1974[2].